# علی‌عسگر ظاهری
علی‌عسگر ظاهری عبده وند (زاده ۱۳۳۶ مسجدسلیمان) سیاستمدار و نماینده مسجدسلیمان، اندیکا، لالی و هفتکل در دهمین دوره مجلس شورای اسلامی بوده‌است.

## مجلس دهم
علی‌عسگر ظاهری عبده‌وند در دهمین دوره انتخابات مجلس شورای اسلامی، در لیست حزب اعتدال و توسعه: گام دوم در مسجد سلیمان حضور داشت و توانست در مرحله دوم انتخابات با کسب ۴۵٬۵۲۲ رأی از مجموع ۸۲٬۱۹۳ رأی مأخوذه صحیح، در رتبهٔ اول مسجد سلیمان، وارد مجلس دهم شود.

## مجلس دوازدهم
علی عسگر ظاهری عبده‌وند در دوازدهمین دوره انتخابات مجلس شورای اسلامی، با کسب ٢٨۶٩٨ رای از مجموع ٨٧٢٢٨ رای ماخوذه، انتخاب شدند،  اما به دلیل نزدیکی تعداد آرا با نفر دوم، پس از بازشماری مجدد آرا نتیجه تغییر پیدا کرد و از راهیابی به مجلس دوازدهم باز ماند.

## سوابق
مدیر کل سازمان بهزیستی استان خوزستان 
مدیر منابع انسانی هلال احمرکشور 
مدیر عامل هلال احمر خوزستان 